# Gottfried David Gfrerer

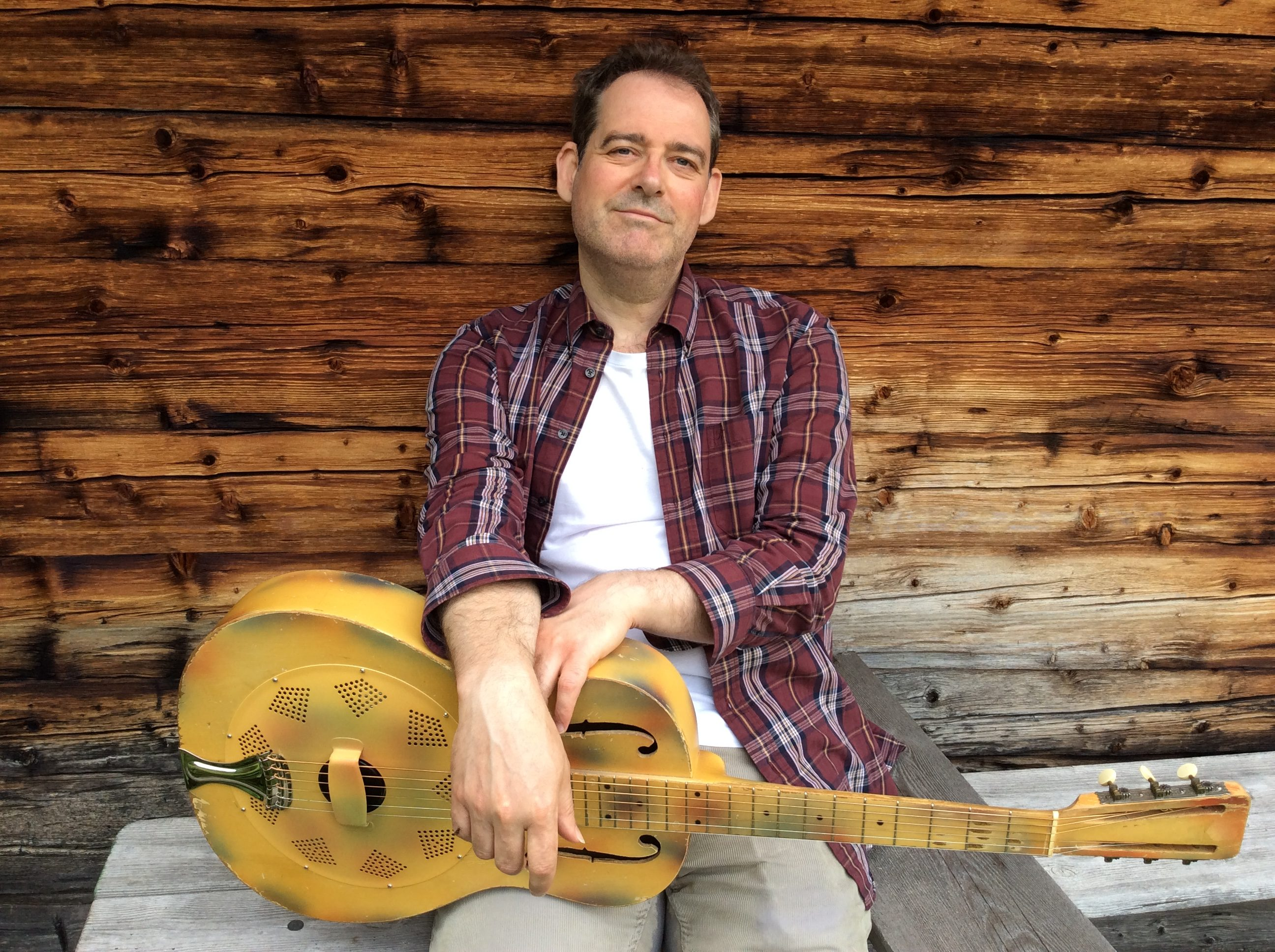
Gottfried David Gfrerer in den Kärntner Nockbergen

Gottfried David Gfrerer (* 2. November 1966 in Spittal an der Drau) ist ein österreichischer Musiker, Liedermacher und Restaurator von Resonatorgitarren.

## Leben
Gottfried David Gfrerer wurde als zweites Kind von Gottfried Gfrerer, Musikhauptschuldirektor in Gmünd in Kärnten und Gerta Gfrerer, geb. Dullnig, Besitzerin einer Frühstückspension, geboren. Die Eltern kommen von Bergbauernfamilien auf dem Pressingberg im Liesertal.
Sein Ur-Urgroßvater väterlicherseits war der Adelige Carlo Gaetano Lodron (* 25. Juli 1840 in Trient; † 14. Dezember 1918 in Gmünd).
Gfrerer wuchs in Kärnten auf und erhielt ab dem 8. Lebensjahr klassischen Klavierunterricht. Während seiner Schulzeit im Bundesgymnasium in Spittal/Drau sang Gfrerer im Schulchor (gemeinsam mit der späteren Grünpolitikerin Eva Glawischnig). Im Alter von 12 Jahren lernte er autodidaktisch das Gitarrespielen durch das Hören von Schallplatten. Mit 17 gewann er einen Talentwettbewerb zu dem ihn sein Vater heimlich angemeldet hatte. Das Preisgeld war ein Auftritt im lokalen Radio.
Nach der Matura und dem Präsenzdienst beim Jägerbataillon 26, während dem er Mitglied des Garnisonschors Spittal an der Drau war, ging er schließlich nach Wien, um zunächst Maschinenbau und dann Medizin zu studieren.
Nach anfänglichen Versuchen als Straßenmusiker begann er zunächst in kleinen Clubs aufzutreten, arbeitete als Studiomusiker und war als Front- und Sideman in verschiedenen Formationen als Fingerstyle- und Slidegitarrist sowie Sänger tätig. Ein Freund brachte ihm in dieser Zeit eine alte National Metall-Resonatorgitarre aus New York mit, die Gfrerer selbst wieder instand setzte und die ihm für viele Jahre als Bühneninstrument und Studienobjekt diente.
1990 lernte er den Kärntner Schriftsteller Bernhard C. Bünker kennen und vertonte dessen in Kärntner Mundart verfasste zum Teil sehr kritischen Texte. Ergebnis: 1992 erschien Gfrerers erster Tonträger, eine Musikkassette mit Buch, bei den Österreichischen Dialektautoren mit dem Titel „Karntn is lei a Grobschtan“. Er hob damit den „Karntna Bluus“ aus der Taufe.
1996 folgte Gfrerers erstes Soloalbum „Gottfried David Gfrerer“ mit eigenen englischen Texten.
Eine zweite Produktion von Bünker und Gfrerer, „Wonn du amol geast“ blieb in der Schublade, da die beiden ihre Zusammenarbeit kurz vor der Veröffentlichung beendeten.
1999 wurde Gfrerer vom irischen Fingerstyle-Gitarristen Eric Roche nach England an das London Musician´s Institute als Dozent eingeladen. Im selben Jahr erschien sein Album „Stainless Steel“, worauf Gfrerer vom österreichischen Concerto Magazin zum besten String und Songkünstler des Jahres gewählt wurde.
Es folgten unzählige Projekte, CD-Produktionen und Kollaborationen mit nationalen und internationalen, Künstlerinnen und Künstlern aus unterschiedlichen Genres.
2009 veröffentlichte Gottfried David Gfrerer sein drittes Solo-Album „Scoop & Run“. Das Album wurde von der Presse gelobt und es erschien ein umfassendes Porträt im Magazin „Akustik Gitarre“, dem größten Gitarrenmagazin im deutschen Sprachraum. Auf dem Album „Scoop & Run“ spielt Gfrerer hauptsächlich auf von ihm selbst gebauten Resonatorgitarren.
Neben seiner Tätigkeit als Musiker begann Gfrerer im Laufe der Jahre verlorenes Wissen über Resonatorgitarren neu zu erforschen, Originalinstrumente aus den 1930ern zu analysieren, restaurieren und nachzubauen. Heute gilt er als einer der wenigen weltweit anerkannten Experten auf diesem Gebiet.
Im Herbst 2018 wurde sein viertes Album „Polchrome“ veröffentlicht. Für das hat sich der Singer-Songwriter ein ganzes Jahr lang in ein altes, unbewirtschaftetes Bauernwirtshaus in den Kärntner Nockbergen zurückgezogen – mit zwölf Gitarren aus den 1930er Jahren, Bleistift und Papier sowie einem Handyrecorder. Das Ergebnis: ein Album, das sich zwischen Americana, der Melancholie des Kärntnerlieds, Hokum, Blues, frühem Jazz, Hawaii-Musik und dem Wienerlied bewegt, mit durchwegs alpinen Handlungssträngen.
Gottfried David Gfrerer lebt abwechselnd in Wien und Kärnten.

## Musikalischer Werdegang
Gottfried David Gfrerer kam von frühester Kindheit an mit der Vielstimmigkeit des Kärntnerliedes und seiner melancholischen Grundstimmung in Berührung. Zuhause wurde viel Hausmusik gemacht und Klassik gehört; daher stand auch anfangs das klassische Klavier als Instrument im Vordergrund. Er begann sich rasch für Kompositionen des französischen Impressionisten Claude Debussy und für Modest Mussorgskijs „Bilder einer Ausstellung“ zu begeistern, aber auch – durch die italienischen Spaghetti Western inspiriert – für Ennio Morricone.
Schon in seiner Jugend entdeckte er seine Leidenschaft für das Fingerpicking. Er hörte sich in jugendlicher Begeisterung Paul Simons Version von David Graham´s Anji binnen weniger Tage von einer Musikkassette herunter. Es folgten folkige Fingerpicking-Begleitungen zu Liedern von Donovan, Joan Baez, Bob Dylan und Reinhard Mey. Bald waren es kompliziertere Techniken und Gitarrenstücke von Werner Lämmerhirt, Martin Simpson, John Renbourn, Marcel Dadi und Doc Watson. Gfrerer begann selbst Lieder zu schreiben und vertonte Gedichte, unter anderem von der amerikanischen Lyrikerin Emily Dickinson. Schließlich entdeckte er die Slidegitarre, völlig fasziniert davon, welch starke Stimmungen man damit aufbauen und sich auch zwischen den Tönen ausdrücken konnte.
Er erlernte ebenfalls autodidaktisch die Musik und Spieltechniken von alten Bluesmeistern, wie Mississippi John Hurt (dem er das Lied “Don´t You Die until You´re Dead” auf seinem Album „Polychrome“ 2018 widmete), Tommy Johnson, Big Bill Broonzy, Blind Boy Fuller, Blind Blake, Blind Lemon Jefferson, Son House, aber auch die der jüngeren Vertreter, wie Ry Cooder, John Hammond und Rainer Ptacek. Über Aufnahmen von Ry Cooder stieß er auf Blind Willie Johnson und Joseph Spence, deren völlig eigenständige, archaische musikalische Universen ihn magisch in ihren Bann zogen.
J. J. Cale, die Kinks, Mark Knopfler, Hank Williams, Woody Guthrie, Louis Armstrong, Franz Schubert, Johannes Brahms, Erik Satie und den französischen Jazzmusiker Boris Vian nennt er ebenfalls als seine Einflüsse.
Durch seine Freundschaft mit dem madagassischen Musiker Haja Herivao Randrianaivomahefa, der auch auf dem Album „Stainless Steel“ mitwirkte, begann Gfrerer sich später auch mit verschiedenen afrikanischen Musikrichtungen zu beschäftigen.
Gfrerer verwendet zur Begleitung seiner Lieder wegen ihrer Dynamik und ihres perkussiven Tons sehr häufig Single-Cone-Resonatorgitarren mit einem Holzkorpus, ähnlich dem Modell „Triolian“ der Firma National, und hat auf ihnen einen ganz eigenen Personalstil mit hohem Wiedererkennungswert entwickelt. Roots Music, vor allem amerikanische, aber auch europäische. Folktraditionen mit modernen Einflüssen, eine Wiedervermischung aus Alter und Neuer Welt, Klassik, Impressionismus, Blues, Roots, Folk, Jazz, World, Funk, Rock, Kärntnerlied, Italowestern und sogar Schlager.
Gfrerers Texte haben oft eine klare pazifistische Botschaft und sind auf Englisch verfasst, damit sie weltweit verständlich sind.

## Diskografie

### Solo
- Karntn is lei a Grobschtan (1992)
- Gottfried David Gfrerer (1996)[3]
- Stainless Steel (1998)[4]
- Scoop & Run (2009)[5]
- Polychrome (2018)

### Mit anderen
- Chuck LeMonds: Road to Limbo (PUP, 1998)
- Thomas Leeb: Riddle (Thomas Leeb, 1999)
- Andreas Julius Fasching: Sporthotel Hollabrunn (2000)
- Eric Spitzer-Marlyn: Against the Rules (2001)
- Monti Beton: Let It Be Different (Beton Music, 2001)
- Stiefelbein Bluhs-Bänd: Auto (2002)
- Stiefelbein Bluhs-Bänd: Der Doppelmord in Gutenbrunn (2002)
- Monti Beton: The Kinks Acoustic Songbook (Beton Music, 2002)
- Andre Heller: Ruf und Echo (Polydor, 2003)
- Landluft: Steirisch und modern (Extraplatte, 2003)
- Thomas Schreiber – Gottfried D. Gfrerer: I´ll Fly Away (2003)
- Monti Beton: A jeda Tog (Beton Music, 2004)
- Fasching´s Kuchlradio: Der König von Amstetten (Rauschfrei Records, 2004)
- Landluft: Übern See (Extraplatte, 2005)
- Chris Gelbmann: The Pink Beast Called Love (Buntspecht, 2005)
- Die Ministranten: Offenbarung (Beton Music, 2005)
- Chuck LeMonds: Pink Roshi (2006)
- Fasching´s Kuchlradio: Renitent Evil (Rauschfrei Records, 2007)
- Stiefelbein Bluhs-Bänd: Im Sittl – Live-CD (2007)
- Chris Gelbmann: Songster (Buntspecht, 2008)
- Oliver Podesser: Columbus (Extraplatte, 2008)
- Monti Beton: Austro Beton (Beton Music, 2009)
- Hans Theessink: Birthday Bash (Blue Groove, 2009)
- Chuck LeMonds: LeMonds (Live-In-Trees-Music, 2010)
- Illute: Immer kommt es anders als du denkst (Las Vegas Records, 2010)
- Monti Beton: The Bob Dylan Sessions (Beton Music, 2011)
- Monti Beton: Christman Classics Extravaganza (Beton Music, 2011)
- Schreiber & Gfrerer:  The Hank Williams Experience Vol.1 (Beton Music, 2011)
- Fasching´s Kuchlradio: Grobn (Rauschfrei Records, 2012)
- Richard Weihs: Wiaschtln (Non Food Factory, 2013)
- Hermann Posch: Cold River Blues (2014)
- Martina Kucera: Honey, Sweet & Slow (Styx, 2014)
- Monti Beton: Austropop Eine Wertschätzung (Beton Music, 2014)
- Thomas Leeb: Trickster (Thomas Leeb, 2015)
- Jürgen Posch: Die Kölla Saga (2015)
- Monti Beton: Schlager Eine Wertschätzung (Beton Music, 2016)
- The Ghost and the Machine: The Ghost and the Machine (Lili Records, 2016)
- Simone Kopmajer: Daydreaming (2018)

## Filmmusik
- Bauernprinzessin[6] (Musik Landluft, 2004)
- Eva Zacharias[7] (Musik Landluft, 2006)
- Bauernprinzessin II – Kopf oder Herz[8] (Musik Landluft, 2007)
- Bauernprinzessin III – In der Zwickmühle[9] (Musik Landluft, 2009)
- Herbstgold (Musik Andy Baum, 2010)

## Bücher
- Karntn is lei a Grobschtan. Österreichische Dialektautoren, Wien 1992, ISBN 3-900357-03-X.
- Ferdinand Neges: Supermix 2 – Take It Easy. Doblinger, Wien 1999, ISMN 979-0-01218711-0 (Suche im DNB-Portal).
- Zommengetrogn. Bernhard C. Bünker, Verlag Carinthia 1995, ISBN 3-85378-439-9.
- Wos ibableibt – Dialektgedichte. Bernhard C. Bünker, Verlag Johannes Heyn, Klagenfurt/Celovec 2018, ISBN 978-3-7084-0620-6